# Strumatophyma lopatini
Strumatophyma lopatini es una especie de insecto coleóptero de la familia Chrysomelidae, descrita en 2005 por Daccordi.